# Tortilicaulis
Tortilicaulis D.Edwards (1979) es un género de plantas fósiles descrito a partir del descubrimiento de sus restos en el yacimiento paleontológico de Ludlow Lane en Gales. Las dos especies asignadas a este género en la actualidad, Tortilicaulis transwalliensis y Tortilicaulis offaeus vivieron en los márgenes semiinundados de aguas continentales a finales del periodo Silúrico y principios del Devónico.
Los restos fósiles recuperados de esta especie son muy fragmentarios y consisten en unos cuantos esporangios fusiformes asociados a esporas triletas y unidos a un eje que en ninguno de los restos recuperados está ramificado ni muestra el sistema conductor. Sí se ha observado ramificación en el esporangio aunque en restos muy incompletos y excepcionales que recuerdan al que poseía un vegetal contemporáneo, Caia. Tanto el esporangio como el eje tienen una morfología característicamente helicoidal en su epidermis, un rasgo muy poco usual. Se supone que la dehiscencia del esporangio tenía lugar a partir de una estructura que lo recorre longitudinalmente y que lo dividiría en dos valvas aunque no se ha recuperado ningún esporangio abierto.
El estado de conservación de estos restos no permite la asignación del género a ningún grupo vegetal de forma definitiva. Los primeros estudios publicados incluían a este género dentro de los briófitos por comparación de los esporangios terminales con morfología helicoidal con especies actuales tales como Takakia, con la marcántida Tellia e incluso se ha marcado a estas especies como antecesoras de Trimerophytina. La falta de más información sobre la morfología del talo de Tortilicaulis hace que hasta las relaciones filogenéticas entre las dos especies nombradas hasta el momento, T. transwalliensis y T. offaeus, sean poco claras. Estudios más recientes, sin embargo, consideran que al estar el esporangio de Tortilicaulis unido directamente al eje de la planta y no presentar un filamento basal este género debe incluirse en la clase fósil Horneophytopsida, dentro de los Polisporangiofitos y como grupo basal de los Protraqueofitos.